# Patrick Jeffroy
Patrick Jeffroy est un chef cuisinier français, né à Rennes, le 25 janvier 1952. Il prend ses marques d'adolescent auprès de son père à l'Auberge du Saumon  Plus tard il dirige le Restaurant Patrick Jeffroy à Carantec pour lequel il obtient deux étoiles au Guide Michelin en 2002. Il prend sa retraite en 2019 et vend son établissement.

## Biographie
Patrick Jeffroy est né le 25 janvier 1952 à Rennes en Bretagne.
En 1967 il suit un apprentissage à l'Hôtel Pors-Pol à Carantec et à l'Auberge du Poher à Motreff.
En 1984, il obtient sa 1re étoile Michelin à l'Hôtel de l'Europe à Morlaix. À partir de 1988, il s'installe à Plounérin où il ouvre son Restaurant Patrick Jeffroy pour lequel il obtient une étoile Michelin en 1989.
En 2000, Patrick Jeffroy ouvre l' Hôtel de Carantec-Restaurant Patrick Jeffroy à Carantec dans un hôtel des années 1930, pour lequel il obtient une première étoile en 2001. L'année suivante sa cuisine est récompensée par une seconde étoile au Guide Michelin qu'il conserve jusqu'à sa retraite en 2019.
Patrick Jeffroy a aussi formé d'autres grands noms de la cuisine française comme le cuisinier briochin étoilé Jean-Marie Baudic.
En août 2019, il vend sont établissement au jeune chef Nicolas Carro et prend sa retraite.

## Cuisine

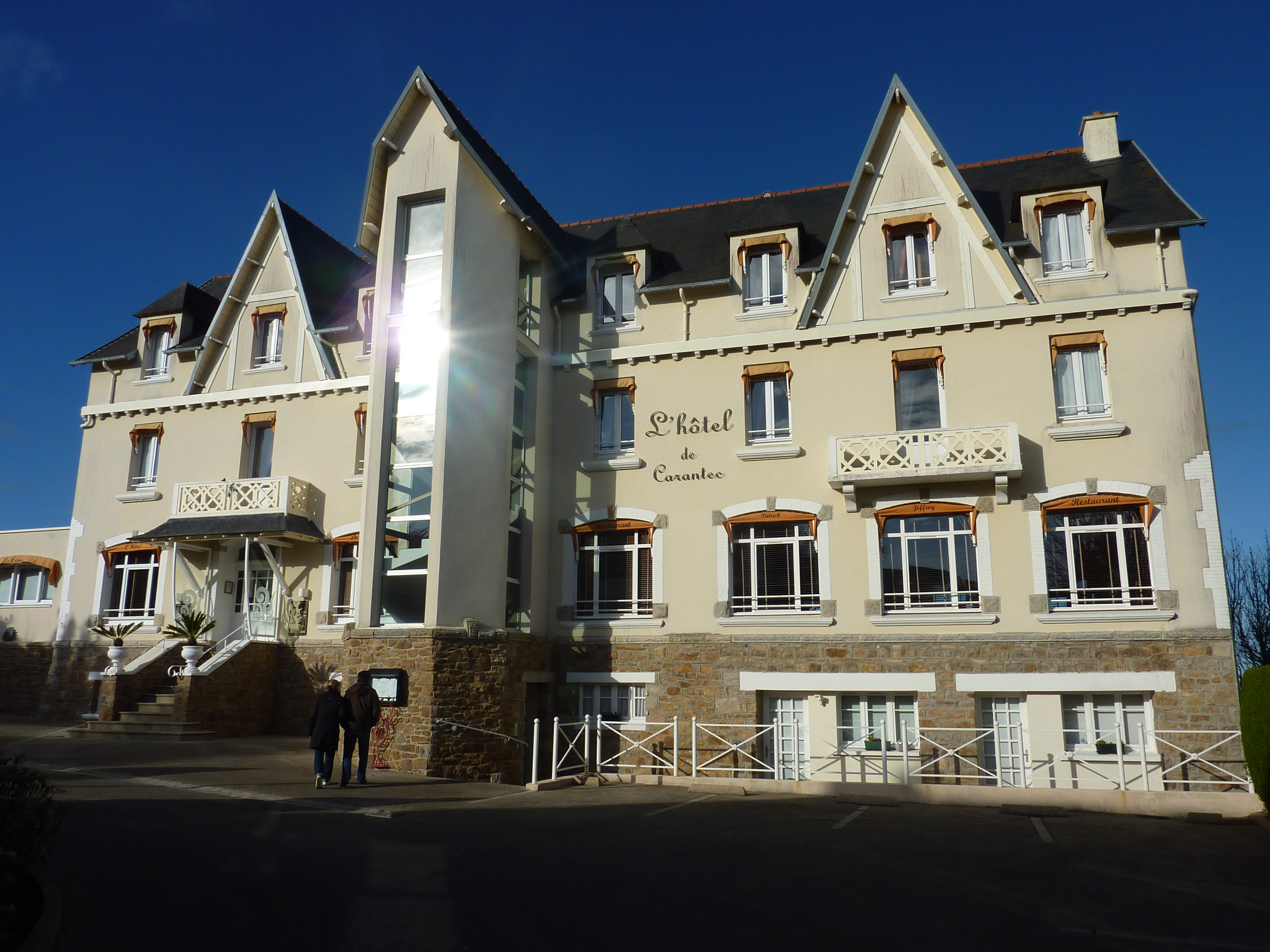
L'hôtel et restaurant Patrick Jeffroy à Carantec.

Pour le Guide Michelin, la cuisine de Patrick Jeffroy possède une « alliance subtile de classicisme et d'inventivité maîtrisée ». D'après le Gault et Millau, sa cuisine possède l'« intelligence de la mer, [...] qui lui fait trouver les accords majeurs, les nouveaux, les connus, les épicés, les asiatiques, les botaniques, les fermiers, les exotiques... ».
Parmi les plats qui portent la signature de Patrick Jeffroy, on peut citer la bouillie d'avoine Krasenn snackée, tête de cochon aux bulots, lait ribot et galettes très fines de sarrasin, le Foie gras frais de canard poché et homard bleu, petits poireaux glacés beurre d’agrumes et ponzu pied de porc croustillant ou encore le Pressé de tourteau aux herbes, artichauts et wakamé en vinaigrette d'échalotes, lait de coco et curry thaï[réf. souhaitée].

## Distinctions

### Guide Michelin
- 1984 : Première étoile au guide Michelin
- 2002 : Seconde étoile au guide Michelin

### Gault et Millau
- 2013 : Trois toques

## Livres
- Faim de mer, Glenat, 2010,  (ISBN 978-2723465533).
- Patrick Jeffroy, chapitre "Grand sujet, la cuisine de demain...", dans La cuisine de demain vue par 50 étoiles d’aujourd’hui (dirigé par Kilien Stengel), L'Harmattan, 2021